# Myopsida
Myopsida zijn een orde van weekdieren uit de klasse van de Inktvissen (inktvissen).

## Families
- Australiteuthidae Lu, 2005
- Loliginidae Lesueur, 1821

### Synoniemen
- Pickfordiateuthidae Voss, 1953 => Loliginidae Lesueur, 1821